# Rémi Lefebvre
Pour les articles homonymes, voir Lefebvre.
Vous pouvez aider à l'améliorer ou bien discuter des problèmes sur sa page de discussion.
- Il semble être autobiographique ou autocentré et avoir fait l'objet de modifications substantielles, soit par le principal intéressé, soit par une personne en lien étroit avec le sujet. Il peut être nécessaire de l'améliorer pour respecter le principe de neutralité de point de vue. (Marqué depuis juin 2024)

Vous pouvez aider à l'améliorer ou bien discuter des problèmes sur sa page de discussion.
- Il ne s’appuie pas, ou pas assez, sur des sources secondaires ou tertiaires. (Marqué depuis juin 2024)

- Archive Wikiwix
- Bing
- Cairn
- DuckDuckGo
- E. Universalis
- Gallica
- Google
- G. Books
- G. News
- G. Scholar
- Persée
- Qwant
- (zh) Baidu
- (ru) Yandex
- (wd) trouver des œuvres sur Wikidata

Rémi Lefebvre est un politologue et  militant politique français né le 27 septembre 1971 à Lens. Professeur des Universités à l'université de Lille, il enseigne aussi à l'Institut d'études politiques de Lille. Il est notamment spécialiste des partis politiques, du pouvoir local et des mobilisations électorales, notamment concernant le Parti socialiste dont il est militant puis, à partir de 2002, dirigeant local, avant de le quitter en 2018. 

## Parcours

### Jeunesse et formation
Son père est élu maire en 1978. Il grandit dans une famille très politisée.
Rémi Lefebvre est titulaire d'une maîtrise d'histoire de l'université de Lille 3, dont le mémoire était intitulé « La fédération socialiste du Nord de 1958 à 1969 », sous la direction de Jean-François Sirinelli. 
Il obtient un master de Sciences Po Lille la même année, où il est major, toutes sections confondues. Il s'inscrit au Parti socialiste en 1995.
Il obtient, en 1996, un DEA d’études politiques à l'université de Lille II, mention Très Bien, dont le titre est Être maire à Roubaix : la prise de rôle d’un héritier, sous la direction du professeur Michel Hastings. 
Il soutient sa thèse, Le socialisme saisi par l'institution municipale : des années 1880 aux années 1980 : jeux d'échelles, dirigée par Frédéric Sawicki, en 2001 à l'Université Lille 2
En 2005, il est classé quatrième à l'agrégation de science politique.

### Parcours professionnel
Après l'obtention de l'agrégation, il est nommé professeur à Reims. Il devient ensuite professeur à Lille quatre ans plus tard.
Chercheur, il est spécialisé dans l'évolution du Parti socialiste en France et dans les Hauts-de-France.
Il intervient régulièrement dans la presse écrite française et est consulté comme expert par Le Monde, l'Humanité et Libération.
Ses travaux de recherche portent sur les partis politiques, la gauche, le pouvoir local, le métier politique et les mobilisations électorales. Après avoir longtemps travaillé sur le Parti socialiste, il a réorienté sa recherche vers les partis à prétention mouvementiste (LREM et LFI). Il a publié une vingtaine d'ouvrages en nom propre ou en collectif.   

## Prises de positions

### Affiliation partisane
Adhérent du Parti socialiste depuis 1995, il le quitte en octobre 2018,. Il rejoint la Gauche républicaine et socialiste, créée par Marie-Noëlle Lienemann et Emmanuel Maurel.
Il s'oppose à La France insoumise sur les sujets de la politique extérieure, de la conception de la nation, de l'immigration et de la laïcité.
Il critique l'évolution des positions du Parti socialiste, considérant que « sur le plan idéologique, le PS, aujourd'hui, c'est le vide ». Pour le premier tour de l'élection présidentielle française de 2022, il appelle avec 800 autres universitaires à voter pour Jean-Luc Mélenchon.
Il n'a plus d'engagement militant ni électif depuis 2020. 

### Parcours politique
Il est, de 2002 jusqu'à 2018, membre des instances fédérales du Nord du Parti socialiste et est candidat aux élections régionales françaises de 2004 en position non éligible.
Il est, du congrès de Reims de 2008 jusqu'en 2018, membre du bureau fédéral de la fédération du Nord et délégué fédéral à la recherche.
Il est conseiller municipal d'Hellemmes-Lille. Il se présente face à Gilles Pargneaux, soutenu par Martine Aubry, et est battu.
Il n'a plus de responsabilité élective.

## Ouvrages
- Mémoires du Front populaire (dir. avec Denis Lefebvre), Paris, éditions Leprince, 1997.
- Le Métier de maire à Roubaix, analyse d’un apprentissage, Les cahiers Roubaisiens, Roubaix, 2000.
- La Proximité en politique : rhétoriques, usages, pratiques (dir. avec Christian Le Bart), Rennes, Presses universitaires de Rennes, 2005.
- Roubaix : cinquante ans de transformations urbaines et de mutations sociales, (dir. avec Michel David, Bruno Duriez, Rémi Lefebvre... [et al.]), Presses universitaires de Lille, Septentrion, 2005.
- La Société des socialistes : le PS aujourd'hui, avec Frédéric Sawicki, éditions du Croquant, 2006.
- Le Débat public : une expérience française de démocratie participative, La Découverte, 2007, ouvrage collectif.
- Les Partis politiques à l’épreuve des procédures délibératives, (dir. avec Antoine Roger), Rennes, Presses universitaires, 2009.
- Les Transformations du militantisme socialiste, Recherche socialiste, 46‐47, OURS, 2009, ouvrage collectif.
- Leçons d’introduction à la science politique, éditions Ellipses, Paris, 2010.
- Les Primaires socialistes : la fin du parti militant, Raisons d'agir, Paris, 2011.
- Contribution au Dictionnaire critique et interdisciplinaire de la participation, Paris, GIS Démocratie et Participation, 2013.
- Sociologie politique du pouvoir local, Paris, Armand Colin, 2017 (U : Sociologie) avec Douillet Anne-Cécile
- Les primaires ouvertes. Un nouveau standard international ?, Lille, Presses du septentrion, 2019, co-direction avec Eric Treill
- L’entreprise Macron, Grenoble, Presses universitaires de Grenoble, 2019, co-direction avec Bernard Dolez, Julien Fretel
- Municipales : quels enjeux démocratiques ?, La Documentation française, 162 pages, 2020
- Séries politiques. Le pouvoir entre fiction et vérité, Louvain-la-Neuve, De Boeck, coll. « Ouvertures politiques », 2020, co-direction avec Emmanuel Taïeb
- Les primaires. De l’engouement au désenchantement, Paris, La documentation française, 2020.
- Faut-il désespérer de la gauche ?, essai, Éditions Textuel, coll. Idées-Débats, 2022
- L’entreprise Macron. A l’épreuve du pouvoir. Grenoble, Presses universitaires de Grenoble, 2022, co-direction avec Bernard Dolez, Anne-Cécile Douillet, Julien Fretel
- Le malheur militant, Louvain-la-Neuve, De Boeck, coll. « Ouvertures politiques », 2022, co-direction avec Catherine Leclercq, O. Filleule.
- Les mots des partis, Toulouse, Presses universitaires du Mirail, 2022
- Démobilisation électorale dans la France urbaine. Les élections municipales de 2020, PUR, 2023, co-direction avec Sébastien Vignon
- Politiser l’intercommunalité, Le cas des élections locales de 2020, Presses Universitaires du Septentrion, 2023, co-direction avec Sébastien Vignon
- Des citoyens à la conquête des villes. Les listes citoyennes et participatives lors des élections municipales de 2020,Editions du CNRS, 2023, co-direction avec Bachir M., Gourgues G., Sainty J.
- Des élus déclassés ?, Paris, Puf, La vie des idées, 2023, en-codirection avec Didier Demazière